# Volos NFC
Der Volos New Football Club ist ein griechischer Fußballverein aus Volos.

## Geschichte
Der Verein wurde am 2. Juni 2017 gegründet. Die Mannschaft begann in der dritten Liga. Bereits in der ersten Saison gelang der Aufstieg in die Football League. Auch hier erreichte die Mannschaft den sofortigen Aufstieg in die Super League. Seit 2019 spielen sie nun in der ersten griechischen Liga.
Nach jahrelangen erfolglosen Bemühungen und Verhandlungen zwischen den beiden älteren Fußballvereinen von Volos (Niki und Olympiakos), die zusammengelegt werden sollten, um einen starken Fußballverein für die Stadt zu schaffen, führten schließlich im April 2017 Gespräche und Bemühungen von Achilleas Beos, Bürgermeister von Volos, zur Gründung eines neuen Fußballvereins. Es wurde beschlossen, die Lizenz des Dorfklubs Pydna Kitros (rund 30 Kilometer südwestlich von Thessaloniki) zu kaufen, und so wurde der Volos New Football Club gegründet, der am 2. Juni offiziell vorgestellt wurde. Die Mannschaft, die in der Saison 2017–18 den Platz von Pydna Kitros in der Gamma Ethniki einnahm, begann ihre Vorbereitung mit vielen Transfers. Volos gewann schließlich den ersten Platz in der Gruppe 4 und den zweiten Platz in der Gruppe 1 der Aufstiegs-Play-Offs und stieg in die Football League auf.

## Erfolge
- Griechische Zweitligameisterschaft: 2018/19

## Stadion
Der Verein trägt seine Heimspiele im Panthessaliko Stadio in Volos aus. Das Stadion hat eine Kapazität von 22.700 Personen.
Koordinaten: 39° 23′ 15,1″ N, 22° 55′ 51,8″ O